# Вештачки нокти
Вештачки нокти, познати и као лажни нокти, акрилни нокти, надоградња ноктију или побољшања ноктију, представљају наставке који се постављају преко ноктију као модни додаци. Неки дизајни вештачких ноктију покушавају што је могуће ближе опонашати изглед стварних ноктију, док су други намерно другачији у корист уметничког изгледа.
За разлику од већине маникира, вештачки нокти захтевају редовно одржавање; препоручује се да се негују у просеку сваке две недеље, али могу трајати и око месец дана. Ипак, њихова свестраност у погледу облика, величине, дизајна и релативно високе трајности неке су предности које имају у односу на друге типове маникира.

## Врсте
Вештачки нокти су продужетак, а не замена природних ноктију. Постоје два главна приступа стварању вештачких ноктију - типсе и облици:
- типсе (врхови) су лагане пластичне плочице у облику ноктију које се лепе на крајеве природних ноктију;
- шаблони су листови са лепљивом ивицом који ефикасно покривају целу површину ноктију.

Поврх тога, може се применити акрилни, тврди гел или било која комбинација оба. Типсе су доступне у много различитих дизајна, у распону од једнобојних попут гела или обичног лака за нокте до графичких дизајна попут животињских принтова и металик боја. Вештачки нокти могу се обликовати, сећи и поседовати различите облике, укључујући квадратне, квадратне овалне/"сквовалне", заобљене, бадемасте или стилето.

### Акрилни нокти
Акрилни нокти су направљени од акрилног стакла. Када се помеша са течним мономером (обично етил метакрилат помешан са неким инхибитором), формира флексибилну масу. Ова смеша почиње да се стврдњава одмах, док се потпуно не стегне за неколико минута. Акрилни нокти могу трајати до 21 дан, али могу и дуже са поправкама. Да би акрилни нокти добили боју, могу се применити гел-лак, лак за нокте и прах за потапање.

### Гел нокти
Гел нокти се могу користити за стварање вештачких надоградњи ноктију, али се могу користити и као лак. Они се стврдњавају помоћу ултраљубичастог светла. Трају дуже од обичног лака за нокте и не љуспају се. Имају завршни сјај и трају две до три недеље.
Гел нокти су јаки, мада не тако јаки као нокти од акрила или фибергласа, и обично су скупљи.
Ацетон не раствара гел нокте, тако да се они морају уклонити у салону шмирглањем. Понављано шмирглање може довести до стањивања плоче нокта.
Ново гел продужење ноктију створено око 2017. године које обично се назива Гел-X. То је мекани гел-типса ноктију која је унапред изрезана у различитим стиловима и дужинама и покрива цело лежиште ноктију до краја нокта. Гел-X се наноси прво наношењем везива (дехидратора), а затим прајмера за гел без киселина. На крају се лепи гелским лепком који се очвршћава плавим УВ/ЛЕД светлом. Процес уклањања гел-X ноктију, растварање у ацетону 20 минута, бољи је јер не уклања слојеве природних ноктију.

### Облоге за нокте
Облоге за нокте формирају се резањем комадића фибергласа, лана, свилене тканине или другог материјала који се уклапају на површину нокта, да би се залепили на плочицу нокта слојем смоле или лепка. Не оштећују нокат и такође пружају чврстоћу нокту, али се не користе за његово продужење. Такође се могу користити за поправљање сломљених ноктију. Третман је међутим скупљи. Облоге за нокте могу трајати од 5-14 дана. Додаци могу утицати на трајање облога ноктију. Да би се правилно скинуле облоге са ноктију, врши се умакање у ацетон тек толико да раствори лепак.

### Типсе за нокте
Типсе ноктију израђене су од чврстог савитљивог материјала који се назива акрилонитрил бутадиен стирен (АБС). Типсе ноктију су причвршћене за природни нокат како би се продужила његова дужина и пружају простор за више дизајна ноктију.  Могу бити у различитим облицима, величинама и бојама, али најпопуларнији су обично прозирни или бели. Трају само 7–10 дана.

### Прах за потапање
Методом потапања у прах, бистра течност се наноси на нокат и нокат се затим ставља у пигментирани прах. Потопљени нокти обично трају око месец дана, 2-3 недеље дуже од гела и акрилних ноктију. Може се носити на природним ноктима, ноктима са типсама или може створити вештачке нокте. Нокти потопљени у у прах не захтевају третман било којим УВ/ЛЕД светлом, већ се третирају помоћу активатора. Најбржи начин уклањања прашка за потапање је бушење, одсецање или уклањање слојева праха, тако да, када се натопе ацетоном, они одмах склизну.

## Историја
Историјски гледано, вештачки нокти су били уобичајени симболи статуса широм света:
- Током династије Минг у Кини, племкиње су носиле веома дуге вештачке нокте као статусни симбол који указује да, за разлику од обичних људи, не морају да обављају ручни рад.
- Почетком 19. века у Грчкој су жене више класе често носиле празне шкољке од пистаћа преко ноктију, полако ширећи тренд вештачких ноктију широм Европе.
- Древне Египћанке су у знак статуса носиле надоградње од костију, слоноваче и злата, јер су ти материјали били луксуз доступан само богатима.[тражи се извор]

„Најранији експерименти и резултујући вештачки нокти користили су мешавину мономера и полимера нанету на нокат и продужену преко носача. Ова структура очврсне и, када се носач уклони, обликована је тако да изгледа као природни продужетак нокатне плоче. Ови зубни материјали били су хемикалије које су дошле под „породично“ име акрила: тако је створен акрилни вештачки нокат. Сви материјали који су накнадно коришћени такође припадају породици акрила, али термин „акрилни нокти“ остао је при методи коришћења течног мономера и полимера у праху.“
1878. године Мари Е. Коб отворила је први салон за маникир на Менхетну. Ово се догодило након њеног проучавања неге ноктију у Француској и ступања у брак са подиатристом Ј. Паркер Прејом. Током 1920-их кратки добро неговани округли нокти били су симбол богатства. Ревлон се први пут појавио 1932. године са само једним јединим производом, дуготрајним лаком за нокте. Фред Слак, зубар, сломио је нокат на послу 1954. године и направио је вештачки нокат као привремену замену. Након експеримената са различитим материјалима како би усавршио свој изум, он и његов брат Том патентирали су успешну верзију и основали компанију Пати Неилс. Фред Слак је користио стоматолошку опрему и хемикалије како би заменио свој природни нокат, али временом се процес значајно променио.
Крајем 20. века, вештачки нокти за жене постали су широко популарни широм света. У данашње време постоје чак и такмичења у обликовању ноктију. Судије ових такмичења за нокте траже доследност од нокта до нокта. Они такође процењују да ли нокти допуњују руке модела. Ако су нокти лепи, али предуги за руке манекенке, судија ће смањити бодове. Такмичарима ће се оцењивати колико им је уредан радни простор и колико су организовани.
Годинама је нокте носила већина жена. Сада, у данашње време, људи оба пола имају прилику да носе вештачке нокте.

## Утицаји на здравље

### Перципиране користи
Акрилни нокти помажу у прикривању или поправљању сломљених, оштећених, кратких ноктију или на неки други начин сматраних „непожељних“ изгледа ноктију. Такође помажу у спречавању грицкања, ломљења и цепања ноктију. Користе се када људи нису у стању да повећају дужину и снагу природних ноктију које желе. Овај проблем се може решити коришћењем одређених техника вештачких ноктију. Неправилним уклањањем акрилни нокти често оштећују природне нокте. Искусни техничар за нокте треба да помогне у томе како би осигурао здравље ноктију.

### Здравствени ризици
Ако се правилно поставе, вештачки нокти обично нису проблематични. Међутим, дуготрајна употреба и лоше постављени нокти могу озбиљно оштетити нокат и ометати природни раст ноктију. Најчешћи проблем везан за вештачке нокте је гљивична инфекција која се може развити између лажног и природног нокта.
Многе болнице и здравствене установе не дозвољавају запосленима да имају дуге нокте, лажне или стварне, због ризика да наведени нокти садрже микробе који могу пренети болести на пацијенте. Инфекција такође може представљати ризик када нокте наноси салон за нокте који не поштује санитарне праксе.
Са становишта здравља на раду, могу постојати опасности за раднике салона за нокте који су изложени хемијским испарењима од вештачких ноктију током читаве радне смене. Етил метакрилат се може користити за вештачке нокте и може изазвати контактни дерматитис, астму и алергије у очима и носу. Радници салона за нокте такође се суочавају са изложеношћу другим хемикалијама које се користе, попут толуена, дибутил фталата и формалдехида.   Производи који се користе за израду акрилних ноктију такође могу бити запаљиви.
Изложеност метил метакрилату (претечи акрилног стакла) може проузроковати поспаност, несвестицу и дрхтање руку, па је у већини америчких држава ова супстанца забрањена за употребу у козметици. Неки салони за нокте и даље га користе а цене су им знатно ниже од већине других салона за нокте. Осећа се необично јак и воћни мирис. Такође, техничар ће често носити маску да спречи удисање штетне хемикалије.